# Luoyang
Luoyang (洛阳, alternativ Luo, Luoyi și Luojing) este un oraș din provincia Henan.
Suprafața totală a orașului este de 15.230 de kilometri pătrați, din care zona urbană este de 2.274 de kilometri pătrați 
Luoyang are o istorie a civilizației de peste 5.000 de ani, o istorie a orașului de peste 4.000 de ani și o istorie a capitalei de peste 1.500 de ani.
În istorie, treisprezece dinastii și-au stabilit succesiv capitalele în Luoyang.
Dinastii cu capitala în Luoyang
| Xia (夏)            | Cam în secolul 21 î.Hr. - secolul 16 î.Hr |
| Shang (商)          | 1600 î.Hr. - 1260 î.Hr                    |
| Zhou de vest (西周) | 1040 î.Hr. - 771 î.Hr                     |
| Zhou de est (东周)  | 519 î.Hr. - 314 î.Hr                      |
| Han (东汉)          | 25 - 190                                  |
| Cao Wei(曹魏)       | 220 - 265                                 |
| Jin de vest (西晋)  | 265 -316                                  |
| Wei (北魏)          | 493-534                                   |
| Sui (隋)            | 606-619                                   |
| Tang (唐)           | 657-684 684 - 690                         |
| Zhou (武周)         | 690 - 705                                 |
| Post Liang (后梁)   | 909 - 913                                 |
| Post Tang (后唐)    | 923 - 936                                 |
| Post Jin (后晋)     | 936 -937                                  |